# Cerepcăuți, Adâncata
Cerepcăuți (în ucraineană Черепківці, transliterat Cerepkivți, în rusă Черепковцы și în germană Czerepkoutz) este un sat reședință de comună în raionul Adâncata din regiunea Cernăuți (Ucraina). Are 2,082 locuitori, preponderent ucraineni.
Satul este situat la o altitudine de 314 metri, în partea de sud a raionului Adâncata, pe malul drept al râului Siret, în apropierea frontierei cu România. De această comună depinde administrativ satul Volcinețul Nou.
Cea mai apropiată gară este cea de la Vadul Siret.

## Istorie
Localitatea Cerepcăuți a făcut parte încă de la înființare din regiunea istorică Bucovina a Principatului Moldovei. După anexarea Bucovinei de către Imperiul Habsburgic în anul 1775, localitatea Cerepcăuți a făcut parte din Ducatul Bucovinei, guvernat de către austrieci, făcând parte din districtul Siret (în germană Sereth).  
După Unirea Bucovinei cu România la 28 noiembrie 1918, satul Cerepcăuți a făcut parte din componența României, în Plasa Siretului a județului Rădăuți. Pe atunci, majoritatea populației era formată din ucraineni, existând și o comunitate de români.
Ca urmare a Pactului Ribbentrop-Molotov (1939), Bucovina de Nord a fost anexată de către URSS la 28 iunie 1940. Bucovina de Nord a reintrat în componența României în perioada 1941-1944, fiind reocupată de către URSS în anul 1944 și integrată în componența RSS Ucrainene. 
Începând din anul 1991, satul Cerepcăuți face parte din raionul Adâncata al regiunii Cernăuți din cadrul Ucrainei independente. La recensământul din 1989, numărul locuitorilor care s-au declarat români plus moldoveni era de 54 (42+12), reprezentând 2,72% din populația localității . În prezent, satul are 2.082 locuitori, preponderent ucraineni.

## Demografie
Componența lingvistică a localității Cerepcăuți
     Ucraineană (95,68%)
     Rusă (2,45%)
     Română (1,44%)
     Alte limbi (0,34%)
Conform recensământului din 2001, majoritatea populației localității Cerepcăuți era vorbitoare de ucraineană (95,68%), existând în minoritate și vorbitori de rusă (2,45%) și română (1,44%).
1930: 1.368 (recensământ) 
1989: 1.985 (recensământ)
2007: 2.082 (estimare)

## Recensământul din 1930
Componența etnică a comunei Cerepcăuți (județul Rădăuți)
     Români (48,73%)
     Evrei (2,47%)
     Ruteni (45%)
     Polonezi (2,7%)
     Altă etnie (1,1%)
Componența confesională a comunei Cerepcăuți
     Ortodocși (93,1%)
     Mozaici (2,47%)
     Romano-catolici (2,9%)
     Altă religie (1,53%)
Conform recensământului efectuat în 1930, populația comunei Cerepcăuți se ridica la 1377 locuitori. Majoritatea locuitorilor erau români (48,73%), cu o minoritate de evrei (2,47%), una de ruteni (45,0%) și una de polonezi (2,7%). Alte persoane s-au declarat: ruși (5 persoane) și germani (10 persoane). Din punct de vedere confesional, majoritatea locuitorilor erau ortodocși (93,1%), dar existau și mozaici (2,47%), romano-catolici (2,9%). Alte persoane s-au declarat: evanghelici/luterani (3 persoane) și greco-catolici (8 persoane).